# Darinka Bajec
Darinka Bajec, slovenska redovnica, keramična oblikovalka in restavratorka, * 28. maj 1924, Skrilje, † 18. januar 2017, Jesenice.

## Življenje in delo
Rodila se je v kmečki družini. Osnovno šolo je v letih 1931−1936 obiskovala v Skriljah, Blanci in Sevnici. Na gimnazijo se vpisala v Mariboru (1936) in jo končala v Ljubljani (1944). Od leta 1948 do 1952 se je šolala na šoli za umetno obrt v Ljubljani nato pa v Beogradu, kjer je diplomirala na Akademiji za uporabno umetnost (1956). Leta 1957 je postala članica Društva uporabnih umetnikov Srbije in skupaj z drugimi člani razstavljala svoje eksponate iz keramike na razstavah v Beogradu in Novem Sadu. Strokovno se je izpopolnjevala v Stuttgartu (1957/1958), Parizu (1959/1960) in kasneje še v Švici in na Nizozemskem. Kot restavratorka je delala v Mestnem muzeju Ljubljana in 1961 postala članica Društva likovnih oblikovalcev Slovenije, v Psihiatrični bolnišnici Begunje je vpeljala dva nova oddelka za delavno terapijo (keramika in mozaik). Kot članica Društva oblikovalcev je razstavljala v Ženevi, Istanbulu, Indiji, Rusiji in Kanadi, samostojno pa v Parizu, Kranju, Bledu in Radovljici. Poleg keramike je po načrtih Ivana Vurnika izdelovala mozaike. Leta 1973 je postala članica Akademije Tommaso Capanella. Med drugim so njeni izdelki na cerkvenih pročeljih v Cerkljah in na Brezjah. Izdelala je mozaike za nagrobnike na ljubljanskih Žalah, Repnjah, Radovljici in Begunjah. Za škofijsko kapelo v Kopru je napravila Križev pot v reliefu iz žgane gline.